# Лев Фока Младший
Лев Фока Младший — византийский полководец из рода Фок, который успешно воевал на восточной границе в середине X века вместе со своим старшим братом, императором Никифором II Фокой. Служил куропалатом во время правления брата, но был смещён и заключён в тюрьму его преемником, Иоанном I Цимисхием.
Лев был младшим сыном Варды Фоки Старшего, известного полководца и командующего восточными войсками при Константине VII, и неназванной женщины из семьи Малеинов. Лев был назначен стратегом фемы Каппадокии в 945 году, а примерно через десять лет он был назначен на должность стратега престижной фемы Анатолик. При Романе II он был назначен доместиком схол запада, то есть командующим западными армиями на Балканах, и повышен до звания магистра. В 960 году он одержал победу в сражении при Андрасосе над старым врагом империи эмиром Алеппо Сайфом ад-Даулой, чья вторгшаяся на византийскую территорию армия захватила много пленных и добычи. Лев остановил его в скалистом ущелье и уничтожил большую часть арабской армии; Сайфу ад-Дауле едва удалось бежать.
Когда Никифор взошёл на престол в 963 году, Лев был назначен куропалатом и занял пост дромологофета, оставаясь главным министром своего брата до свержения и убийства Никифора Иоанном I Цимисхием в 969 году. В 970 году Лев безуспешно пытался поднять восстание против Цимисхия, и был сослан на Лесбос. После очередной неудачной попытки восстания в 971 году он был изгнан на остров Прот и ослеплён. Дата его смерти неизвестна.
Лев был отцом Варды Фоки Младшего и Софии Фокаины, жены Константина Склира и матери Феофано, вышедшей замуж за императора Священной Римской империи Оттона II.